# Raymond Witvliet
Raymond Witvliet (Rotterdam, 1987) is een voormalig Nederlands korfballer.

## Spelerscarrière

### Begin
Witvliet begon met korfbal in 1996 bij Nikantes als jeugdige C-speler. Later ging hij spelen bij RWA en Wion.

### Blauw-Wit
In 2006-2007 deed Witvliet zijn intrede in de Korfbal League, de hoogste Nederlandse korfbalcompetitie. Hij speelde dat seizoen voor AKC Blauw-Wit uit Amsterdam.

### Deetos
In 2007 wisselde hij van club en ging hij spelen bij DeetosSnel uit Dordrecht. Ook deze ploeg speelde in de Korfbal League en Witvliet ontpopte zich met teamgenoot Johannis Schot tot topschutter. In seizoen 2008-2009 stond Witvliet met Deetos in de Nederlandse veldfinale. In deze eindstrijd verloor Deetos van Koog Zaandijk met 23-22.

### Fortuna
Na twee seizoenen bij Deetos wisselde hij in 2009 weer van club en ging hij spelen bij het Delftse Fortuna. In seizoen 2009-2010 bereikte Fortuna de play-offs in de Korfbal League. De ploeg verloor de play-offs, maar werd in de kleine finale wel derde van Nederland.
In seizoen 2010-2011 kreeg Witvliet onenigheid met Fortuna hoofdcoach Wouter Blok. Witvliet werd disciplinair terug gezet naar het tweede team om daar het seizoen af te maken. Het eerste team van Fortuna behaalde alsnog de play-offs en won voor het tweede jaar op rij de kleine finale. Dit zou echter het laatste seizoen zijn voor Witvliet bij Fortuna.

### Deetos (retour)
In 2011 keerde Witvliet terug naar DeetosSnel. In zijn eerste seizoen terug, 2011-2012, stond Witvliet voor de tweede keer in zijn carrière in de Nederlandse veldfinale. Nu was Dalto de tegenstander, maar ook deze finale verloor Deetos.
In zijn tweede seizoen, 2012-2013, degradeerde DeetosSnel uit de Korfbal League.
Vlak voor aanvang van seizoen 2013-2014 kreeg hij onenigheid met coach Patrick den Hertog en werd hij in oktober 2013 uit de selectie gezet. Op dat moment was de Korfbal League 2013-2014 nog niet begonnen en kon hij nog van club wisselen.

### Nic.
In oktober 2013 sloot hij zich aan bij Nic. uit Groningen. Met deze ploeg degradeerde hij ook uit de Korfbal League.
Na één seizoen in Groningen besloot Witvliet te stoppen op het hoogste niveau.

## Oranje
In 2008 deed hij mee aan het WK voor Jong Oranje.
In zijn (eerste) Deetos-periode speelde hij één (zaal)interland namens het Nederlands korfbalteam.

## Coach
Na te zijn gestopt met spelen ging hij coachen. Van 2019 t/m 2022 was hij de hoofdcoach bij  KV Hoogkerk.

## Trivia
- Witvliet werd in seizoen 2012-2013 in de wedstrijd tegen PKC van het veld gestuurd vanwege een kopstoot die hij gaf aan Laurens Leeuwenhoek. In dezelfde wedstrijd stak Witvliet ook zijn middelvinger op naar het PKC-publiek, acties die hem het label enfant terrible opleverden.